# Melica lilloi
Melica lilloi är en gräsart som beskrevs av Alfred Becherer. Melica lilloi ingår i släktet slokar, och familjen gräs. Inga underarter finns listade i Catalogue of Life.